# Abu El Hadjajdj I
Vous pouvez aider à l'améliorer ou bien discuter des problèmes sur sa page de discussion.
- Certaines informations devraient être mieux reliées aux sources mentionnées dans la bibliographie ou les liens externes. Améliorez sa vérifiabilité en les associant par des références. (Marqué depuis février 2025)
- Les conventions bibliographiques ne sont pas respectées. La bibliographie et les liens externes sont à corriger. (Marqué depuis février 2025)
- Il n’est pas rédigé dans un style encyclopédique. (Marqué depuis février 2025)
- La traduction doit être revue. Le contenu est difficilement compréhensible à cause d’erreurs de traduction, peut-être dues à l’utilisation d’un logiciel de traduction automatique. (Marqué depuis février 2025)

Abu al-Hajjaj I était le fils d'Abou Hammou Moussa II et régna sur Tlemcen pendant dix mois, de mars à décembre 1393 , après avoir tué son prédécesseur et neveu Abu Thabit II.
Abu al-Hajjaj a pris des mesures actives pour renforcer son pouvoir et la position internationale de Tlemcen en envoyant des ambassadeurs dans les États voisins. Le conflit fatal de l'émir fut avec les Mérinides, qui s'emparèrent des terres de Tlemcen qui, selon eux, devaient être gouvernées par le frère d'Abu al-Hajjaj, Abu Zayyan II, qui finalement, s'appuyant sur le soutien militaire des Mérinides, renversa l'émir. Abu al-Hajjaj se réfugia dans les terres da la tribu Béni Amer, mais Abu Zayyan envoya un détachement qui captura l'ancien souverain et l'exécuta (1394).

## Crédit d'auteurs
- (ru) Cet article est partiellement ou en totalité issu de l’article de Wikipédia en russe intitulé « Абуль Хаджджадж I » (voir la liste des auteurs).